# La caída del Imperio romano
La caída del Imperio Romano (título original: The Fall of the Roman Empire) es una película estadounidense de 1964 dirigida por Anthony Mann, con la actuación de Stephen Boyd, Sophia Loren, Christopher Plummer, Alec Guinness, James Mason y Anthony Quayle, y con otros astros como Omar Sharif y Mel Ferrer en papeles más breves.

Con un costo de casi 18,5 millones de dólares de la época, la película fracasó en taquilla pero actualmente es valorada como de gran interés. Fue galardonada en 1965 con el premio Globo de Oro a la mejor música (Dimitri Tiomkin). Según la revista Fotogramas:
«Su planteamiento busca la espectacularidad ante todo, aunque su guión tenga un notable rigor. Anthony Mann se empleó a fondo en una realización cuyo vigor recuerda lo mejor de su obra. Pese a ello, un montaje distinto al previsto inicialmente no nos permitirá saber nunca lo que hubiera podido ser.»
Como señala Rubén García en su blog "La claqueta de la Historia": «La caída del Imperio Romano que dirigió Anthony Mann en 1964, es la última gran superproducción de la era dorada de Hollywood sobre la Edad Antigua, el péplum. Un periodo que había comenzado en 1949 y que ponía su final tras unas 150 producciones. Este último péplum cumple todos los tópicos de Hollywood, incluyendo una historia bastante adulterada.» Añadiendo poco después que el mismo título puede llevar a engaño ya que la histórica caída del Imperio romano de Occidente se produjo tres siglos después. Dadas las similitudes y paralelismos entre una y otra, no falta opiniones que consideran, afirman rotundamente, que la Gladiator de Ridley Scott es un plagio de esta producción,o de «que calque casi todas las peripecias del film que en 1964 supuso la partida de defunción del cine "de romanos", La caída del Imperio Romano de Samuel Bronston»o, al menos, «de que la película de Mann ha servido de copiosa fuente de inspiración a Scott, quien, como suele suceder, se ha quedado por debajo de su modelo; y no sólo no ha corregido los errores históricos de la película de Mann, sino que los ha ampliado.»
La película motivó al escritor Harry Whittington para escribir la novela homónima, publicada por Fawcett Publications, Inc. & Frederick Muller Ltd., en 1964.

## Argumento
Viena, año 180 d. C.: las tropas de Marco Aurelio (Alec Guinness) se aposentan en las inmediaciones del río Danubio. El emperador y su consejero Timónides (James Mason) reciben a los reyes y procónsules del imperio con el fin de anunciarles que el emperador no va a delegar el poder en su hijo Cómodo (Christopher Plummer), sino en el general Livio (Stephen Boyd). 
Marco Aurelio muere envenenado, y Livio renuncia al cargo en favor de su amigo Cómodo, quien le encomienda la defensa del imperio ante la mirada disgustada de Lucila (Sophia Loren), hija de Marco Aurelio que deberá casarse con el rey de Armenia, Sohamus (Omar Sharif), para controlar a los enemigos de oriente.
Livio, con ayuda de Timónides, convence al jefe de los bárbaros, Ballomar (John Ireland), de que su pueblo acepte la ciudadanía romana. En el Senado de Roma se vota a favor de la paz romana, lo que desata la ira del emperador Cómodo, que acepta obligado y envía a Livio a la frontera oriental, y a Lucila a Armenia.
Lucila y Sohamus se rebelan contra el imperio, junto con otros países que se han visto sometidos a una fuerte y caprichosa presión fiscal. Cómodo vuelve a llamar a Livio para sofocar la rebelión. Sohamus fallece en la batalla. Cómodo propone a Livio el gobierno conjunto a cambio de que crucifique a los sublevados derrotados. Livio se niega. El emperador manda asesinar a los bárbaros. Timónides perece en el asalto. Livio es encarcelado y sus amigos lo traicionan a cambio de oro, que es retirado de estatuas. Cómodo, que se ha autoproclamado un dios sin que nadie se oponga, ofrece a Livio la oportunidad de salvar la vida en un improvisado cuadrilátero. Livio lo mata en ese combate. 
El pueblo entonces aclama a Livio como emperador, pero él declina la oferta, furioso por la negligencia de un senado y por una ciudadanía doblegada a los designios de Cómodo. Se va entonces con Lucila a otra parte, mientras que se empieza una subasta por el puesto de emperador, en la que todos con riqueza participan. Se destruye así el principio de que alguien solo puede ser emperador del imperio, si ha hecho méritos en su servicio, lo que lleva al irrevocable principio del fin del Imperio Romano.

## Reparto
| - Marco Aurelio: Alec Guinness - Timónides: James Mason - Cómodo: Christopher Plummer - Lucila: Sophia Loren - Juliano: Eric Porter - Livio: Stephen Boyd | - Cleandro: Mel Ferrer - Pescenio Níger: Douglas Wilmer - Polibio: Andrew Keir - Un senador: Finlay Currie - Sohamus: Omar Sharif | - Vérulo: Anthony Quayle - Ballomar: John Ireland - Victorino: George Murcell - Virgiliano: Norman Wooland - Centurión: Constantino R.P - Gladiador: Francisco de Pablo Lázaro |

## Lugares de rodaje
La película se rodó en España, en localizaciones de la provincia de Valencia (Valencia y Sagunto), la provincia de Madrid (Samuel Bronston Studios, la propiedad del Marqués de Villabrágima en Las Matas, Las Rozas de Madrid, Manzanares el Real, Sierra de Guadarrama y el Embalse de Santillana) y la provincia de Segovia (Granja de San Ildefonso) y El Molar (Madrid).
Las Rozas de Madrid se convirtió en la antigua Roma, recreando a escala real el Foro romano. Mientras que la Sierra de Guadarrama, en particular La Pedriza, la Granja de San Ildefonso y los bosques de Valsaín, presenciaron el paso de los legionarios romanos que compartían rodaje con las estrellas llegadas de Hollywood.

## Crítica
Durante los títulos de crédito, suena la música compuesta por Dimitri Tiomkin; el leit-motiv es un tema religioso de cierto halo funerario: una melodía que sintetiza el espíritu de la película, un réquiem al final de una época marcada por una determinada civilización. Conociendo las inclinaciones ideológicas de su productor, Samuel Bronston, se puede interpretar que la película identifica al Imperio romano como una especie de paraíso perdido, y al que su corrupción interna lo empuja a la destrucción: de hecho no faltan escenas llenas de figurantes que bailan felices gracias al oro con el que Cómodo los ha comprado en Roma, la nueva Babilonia: esa nueva Babilonia podría ser, sugiere Broston, la misma en que se puede convertir su mundo occidental contemporáneo, en el que tuvieron lugar diversas convulsiones sociales. De ahí que en el último plano de la película — un plano general en el que la mitad del encuadre queda cubierta por el humo de un fuego que consume a los amigos de Lucila y Livio mientras que en la segunda estos descienden por una escalinata, declinando la oferta de reinar como emperadores, horrorizados por la barbarie — se preste a lecturas conservadoras del filme.
Dejando al lado esas disquisiciones, lo cierto es que, de todas las producciones de Samuel Broston filmadas en España, es la única que conserva cierto prestigio. El crítico Quim Casas notó en su análisis del filme que «se nota en la película la pugna entre los conceptos del productor y las ideas del director: esta colisión de intereses da a veces estimables frutos, como en la secuencia del desfile de príncipes, embajadores y procónsules: es un momento muy propio de Bronston, pero Mann le usurpa premeditadamente algo de solemnidad con las divertidas confusiones de Marco Aurelio y su consejero griego Timónides, incapaces de saber la identidad de la mitad de los personajes que lo saludan»; o en una escena con carreras de cuadrigas entre Cómodo y Livio, concebida como «expresión de una relación, la de rivalidad/aprecio entre dos personajes».
De esta manera en La caída del Imperio romano se pueden ver dos películas: una espectacular llena de figurantes que «obedece a los deseos megalómanos de Bronston, y Mann filma los decorados para mostrar su lujosa construcción, no como escenarios de un drama colectivo que se le escabulle entre las manos». La segunda es «un filme casi abstracto cuya acción avanza lentamente durante la época invernal, en el claustrofóbico decorado de fortificación en la frontera —muy westerniano— y con atisbos de tragedia shakesperiana: el diálogo de Marco Aurelio consigo mismo sobre la proximidad de la muerte».
De esta manera para Casas conviven de manera descompensada dos películas en la que se detecta en ciertos encuadres y temas el sello del director —cf. las conflictivas relaciones familiares; el duelo entre Livio y Sohamus; el encuadre en el que Livio proclama, a espaldas de la cámara, a Cómodo nuevo emperador mientras Lucilla, papel que originalmente debía interpretar Sara Montiel, a la izquierda del fotograma se tapa el rostro y desaparece del hogar preocupada por el futuro de Roma y dolida por la aparente traición de Livio—, y otra plagada de intrigas palaciegas con un sentido del espectáculo pomposo. En todo caso, La caída del Imperio romano queda como la producción más tétrica ya no de Bronston, sino de Hollywood, sobre el mundo romano, junto con Espartaco.